# Astragalus craibianus
Astragalus craibianus är en ärtväxtart som beskrevs av George Simpson. Astragalus craibianus ingår i släktet vedlar, och familjen ärtväxter. Inga underarter finns listade i Catalogue of Life.